# Indianapolis Tennis Championships 2007 - Qualificazioni singolare
Le qualificazioni del singolare  dell'Indianapolis Tennis Championships 2007 sono state un torneo di tennis preliminare per accedere alla fase finale della manifestazione. I vincitori dell'ultimo turno sono entrati di diritto nel tabellone principale. In caso di ritiro di uno o più giocatori aventi diritto a questi sono subentrati i lucky loser, ossia i giocatori che hanno perso nell'ultimo turno ma che avevano una classifica più alta rispetto agli altri partecipanti che avevano comunque perso nel turno finale.
Le qualificazioni del torneo Indianapolis Tennis Championships 2007 prevedevano 32 partecipanti di cui 4 sono entrati nel tabellone principale.

## Teste di serie
1. Alejandro Falla (Qualificato)
2. Santiago Giraldo (Qualificato)
3. Ricardo Mello (Qualificato)
4. André Sá (ultimo turno)

1. George Bastl (ultimo turno)
2. Wesley Whitehouse (ultimo turno)
3. Kei Nishikori (Qualificato)
4. Nathan Thompson (ultimo turno)

## Qualificati
1. Alejandro Falla
2. Santiago Giraldo

1. Ricardo Mello
2. Kei Nishikori

## Tabellone

### Legenda
| - Q = Qualificato - WC = Wild card - LL = Lucky loser | - ALT = Alternate - SE = Special Exempt - PR = Protected Ranking | - w/o = Walkover - r = Ritirato - d = Squalificato |

### Sezione 1
|  | Primo turno      | Primo turno      | Primo turno      | Primo turno | Primo turno |  |  | Secondo turno | Secondo turno     | Secondo turno     | Secondo turno     | Secondo turno     |    |    | Ultimo turno | Ultimo turno    | Ultimo turno    | Ultimo turno | Ultimo turno |  |
|  |                  |                  |                  |             |             |  |  |               |                   |                   |                   |                   |    |    |              |                 |                 |              |              |  |
|  |                  |                  |                  |             |             |  |  |               |                   |                   |                   |                   |    |    |              |                 |                 |              |              |  |
|  |                  |                  |                  |             |             |  |  | 1             | Alejandro Falla   | Alejandro Falla   | 6                 | 6                 |    |    |              |                 |                 |              |              |  |
|  | Vahid Mirzadeh   | Vahid Mirzadeh   | Vahid Mirzadeh   | 7           | 6           |  |  |               | Vahid Mirzadeh    | Vahid Mirzadeh    | 3                 | 2                 |    |    |              |                 |                 |              |              |  |
|  | Danilo Zivanovic | Danilo Zivanovic | Danilo Zivanovic | 5           | 1           |  |  |               |                   |                   |                   |                   |    |    | 1            | Alejandro Falla | Alejandro Falla | 7            | 7            |  |
|  | Ryan Preston     | Ryan Preston     | 4                | 6           | 7           |  |  |               |                   | 6                 | Wesley Whitehouse | Wesley Whitehouse | 68 | 65 |              |                 |                 |              |              |  |
|  | Michael Venus    | Michael Venus    | 6                | 4           | 5           |  |  |               | Ryan Preston      | Ryan Preston      | 3                 | 3                 |    |    |              |                 |                 |              |              |  |
|  |                  |                  |                  |             |             |  |  | 6             | Wesley Whitehouse | Wesley Whitehouse | 6                 | 6                 |    |    |              |                 |                 |              |              |  |
|  |                  |                  |                  |             |             |  |  |               |                   |                   |                   |                   |    |    |              |                 |                 |              |              |  |

### Sezione 2
|  | Primo turno         | Primo turno         | Primo turno       | Primo turno | Primo turno |  |  | Secondo turno | Secondo turno       | Secondo turno   | Secondo turno | Secondo turno |   |   | Ultimo turno | Ultimo turno     | Ultimo turno     | Ultimo turno | Ultimo turno |  |
|  |                     |                     |                   |             |             |  |  |               |                     |                 |               |               |   |   |              |                  |                  |              |              |  |
|  |                     |                     |                   |             |             |  |  |               |                     |                 |               |               |   |   |              |                  |                  |              |              |  |
|  |                     |                     |                   |             |             |  |  | 2             | Santiago Giraldo    | 6               | 4             | 6             |   |   |              |                  |                  |              |              |  |
|  | Sunil-Kumar Sipaeya | Sunil-Kumar Sipaeya | 6                 | 4           | 6           |  |  |               | Sunil-Kumar Sipaeya | 2               | 6             | 4             |   |   |              |                  |                  |              |              |  |
|  | Troy Hahn           | Troy Hahn           | 2                 | 6           | 3           |  |  |               |                     |                 |               |               |   |   | 2            | Santiago Giraldo | Santiago Giraldo | 6            | 6            |  |
|  | Justin Kronauge     | Justin Kronauge     | Justin Kronauge   | 6           | 7           |  |  |               |                     | 5               | George Bastl  | George Bastl  | 4 | 1 |              |                  |                  |              |              |  |
|  | Gregory Ouellette   | Gregory Ouellette   | Gregory Ouellette | 4           | 64          |  |  |               | Justin Kronauge     | Justin Kronauge | 3             | 4             |   |   |              |                  |                  |              |              |  |
|  |                     |                     |                   |             |             |  |  | 5             | George Bastl        | George Bastl    | 6             | 6             |   |   |              |                  |                  |              |              |  |
|  |                     |                     |                   |             |             |  |  |               |                     |                 |               |               |   |   |              |                  |                  |              |              |  |

### Sezione 3
|  | Primo turno       | Primo turno       | Primo turno | Primo turno | Primo turno |  |  | Secondo turno | Secondo turno     | Secondo turno     | Secondo turno   | Secondo turno |   |   | Ultimo turno | Ultimo turno  | Ultimo turno | Ultimo turno | Ultimo turno |  |
|  |                   |                   |             |             |             |  |  |               |                   |                   |                 |               |   |   |              |               |              |              |              |  |
|  |                   |                   |             |             |             |  |  |               |                   |                   |                 |               |   |   |              |               |              |              |              |  |
|  |                   |                   |             |             |             |  |  | 3             | Ricardo Mello     | Ricardo Mello     | 6               | 6             |   |   |              |               |              |              |              |  |
|  | Joe Epkey         | Joe Epkey         | Joe Epkey   | 6           | 6           |  |  |               | Joe Epkey         | Joe Epkey         | 0               | 1             |   |   |              |               |              |              |              |  |
|  | Paul Rose         | Paul Rose         | Paul Rose   | 1           | 1           |  |  |               |                   |                   |                 |               |   |   | 3            | Ricardo Mello | 6            | 3            | 6            |  |
|  | Jonathan Tragardh | Jonathan Tragardh | 3           | 6           | 7           |  |  |               |                   | 8                 | Nathan Thompson | 4             | 6 | 1 |              |               |              |              |              |  |
|  | Taylor Fogleman   | Taylor Fogleman   | 6           | 2           | 5           |  |  |               | Jonathan Tragardh | Jonathan Tragardh | 2               | 0             |   |   |              |               |              |              |              |  |
|  |                   |                   |             |             |             |  |  | 8             | Nathan Thompson   | Nathan Thompson   | 6               | 6             |   |   |              |               |              |              |              |  |
|  |                   |                   |             |             |             |  |  |               |                   |                   |                 |               |   |   |              |               |              |              |              |  |

### Sezione 4
|  | Primo turno   | Primo turno   | Primo turno   | Primo turno | Primo turno |  |  | Secondo turno | Secondo turno | Secondo turno | Secondo turno | Secondo turno |   |   | Ultimo turno | Ultimo turno | Ultimo turno | Ultimo turno | Ultimo turno |  |
|  |               |               |               |             |             |  |  |               |               |               |               |               |   |   |              |              |              |              |              |  |
|  |               |               |               |             |             |  |  |               |               |               |               |               |   |   |              |              |              |              |              |  |
|  |               |               |               |             |             |  |  | 4             | André Sá      | 6             | 3             | 1             |   |   |              |              |              |              |              |  |
|  | Ryan Haviland | Ryan Haviland | Ryan Haviland | 6           | 6           |  |  |               | Ryan Haviland | 4             | 6             | 0r            |   |   |              |              |              |              |              |  |
|  | Vishal Punna  | Vishal Punna  | Vishal Punna  | 4           | 3           |  |  |               |               |               |               |               |   |   | 4            | André Sá     | André Sá     | 5            | 3            |  |
|  | Marcelo Melo  | Marcelo Melo  | Marcelo Melo  | 6           | 6           |  |  |               |               | 7             | Kei Nishikori | Kei Nishikori | 7 | 6 |              |              |              |              |              |  |
|  | Daniel Lempa  | Daniel Lempa  | Daniel Lempa  | 1           | 0           |  |  |               | Marcelo Melo  | Marcelo Melo  | 65            | 3             |   |   |              |              |              |              |              |  |
|  |               |               |               |             |             |  |  | 7             | Kei Nishikori | Kei Nishikori | 7             | 6             |   |   |              |              |              |              |              |  |
|  |               |               |               |             |             |  |  |               |               |               |               |               |   |   |              |              |              |              |              |  |